# Liste der Baudenkmäler im Wuppertaler Wohnquartier Varresbeck
Die Liste der Baudenkmäler im Wuppertaler Wohnquartier Varresbeck enthält die denkmalgeschützten Bauwerke auf dem Gebiet von Wuppertal-Varresbeck in Nordrhein-Westfalen (Stand: November 2011). Diese Baudenkmäler sind in der Denkmalliste der Stadt Wuppertal eingetragen; Grundlage für die Aufnahme ist das Denkmalschutzgesetz Nordrhein-Westfalen (DSchG NRW).

## Auszug aus der Denkmalliste

### Eingetragene Baudenkmäler
| Bild           | Bezeichnung      | Lage                                 | Beschreibung | Bauzeit | Eingetragen seit | Denkmal- nummer |
| -------------- | ---------------- | ------------------------------------ | --- | ------- | ---------------- | --------------- |
| weitere Bilder | Kalktrichterofen | Varresbeck Am Eskesberg Karte        | Kalkofen Eskesberg oder Kalktrichterofen Wuppertal                                                                     |         | 28. August 1985  | 563 Wikidata    |
| weitere Bilder | Bahnhofsgebäude  | Varresbeck Benrather Straße 42 Karte | Empfangsgebäude mit Abort und Lampenhäuschen des ehemaligen Bahnhof Varresbeck: Bestandteil der Rheinische Bahnstrecke |         | 10. März 1992    | 2090 Wikidata   |

### Baudenkmäler in Bearbeitung
Folgende Objekte werden noch geprüft oder ihr Status ist in der Denkmalliste nicht klar ersichtlich.

| Bild           | Bezeichnung             | Lage                                 | Beschreibung                                                                        | Bauzeit | Eingetragen seit | Denkmal- nummer |
| -------------- | ----------------------- | ------------------------------------ | ----------------------------------------------------------------------------------- | ------- | ---------------- | --------------- |
| weitere Bilder | Brücke                  | Varresbeck Am Eskesberg Karte        | Bestandteil der Rheinischen Bahnstrecke, als Denkmal klassifiziert (ohne D-Nummer). |         |                  | 0 Wikidata      |
| weitere Bilder | Wohn- und Geschäftshaus | Varresbeck Krummacherstraße 25 Karte | Status wird überprüft                                                               |         |                  | 0 Wikidata      |